# Китайсько-французькі відносини
Китайсько-Французькі відносини, також відомі як франко-китайські відносини - це міждержавні відносин між Китаєм та Францією ( пізніше Королівство). 
Варто зауважити, що значення сутності як  "Китаю", так і "Франції" змінювалося протягом історії; у цій статті мова піде про те, що зазвичай вважалося "Франція" та "Китай" під час відносин, про які йдеться. Між двома країнами існує багато політичних, культурних та економічних зв'язків. 

## Історія

### Середньовіччя
Раббан Бар Саума з Китаю відвідав Францію та зустрівся з королем Франції Філіпом IV . 
Вільям Рубрук зіткнувся з французьким майстром срібних виробів Гійомом Буш'є в монгольському місті Каракорум. 

### 17-18 століття

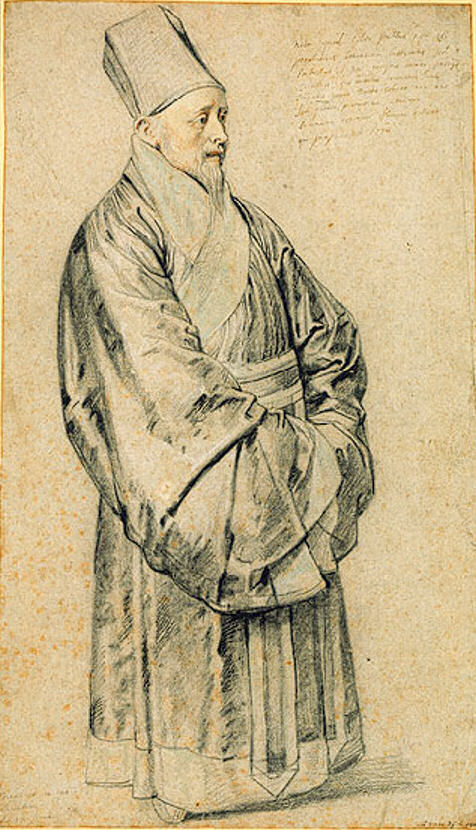
Ніколя Тріго (1577–1629) в китайському костюмі Пітера Пола Рубенса.

Протягом 17-18 століть у Китаї вели активну діяльність численні французькі єзуїти: Ніколас Триго (1577–1629), Олександр де Родос (1591–1660, діяв у В'єтнамі), Жан-Батист Регіс (1663–1738), Жан Дені Аттірет (1702 –1768), Мішель Бенуа (1715–1774), Джозеф-Марі Аміот (1718–1793). 
Французькі єзуїти чинили тиск на французького короля, щоб відправити їх до Китаю з метою противаги впливу  Османської імперії в Європі. Єзуїтами, посланими Луї XIV, були: Жан де Фонтені (1643–1710), Йоахім Буве (1656–1730), Жан-Франсуа Гербійон (1654–1707 ), Луї Ле Конт (1655–1728) та Клод де Вісделу (1656– 1737 р.).  Повернувшись до Франції, вони помітили схожість між Людовиком XIV Франції та імператором Каньсі Китаю. Обидва були представлені слугами Божими та як посланці для контролю за їхніми  районами: Франція - найсильніша країна Європи, а Китай - найсильніша держава у Східній Азії. Інші біографічні фактори спонукають коментаторів проголосити, що Людовик XIV та імператор Кансі були захищені тим самим ангелом. (У дитинстві вони перемогли ту саму хворобу; обидва панували довго, з багатьма завоюваннями.) 

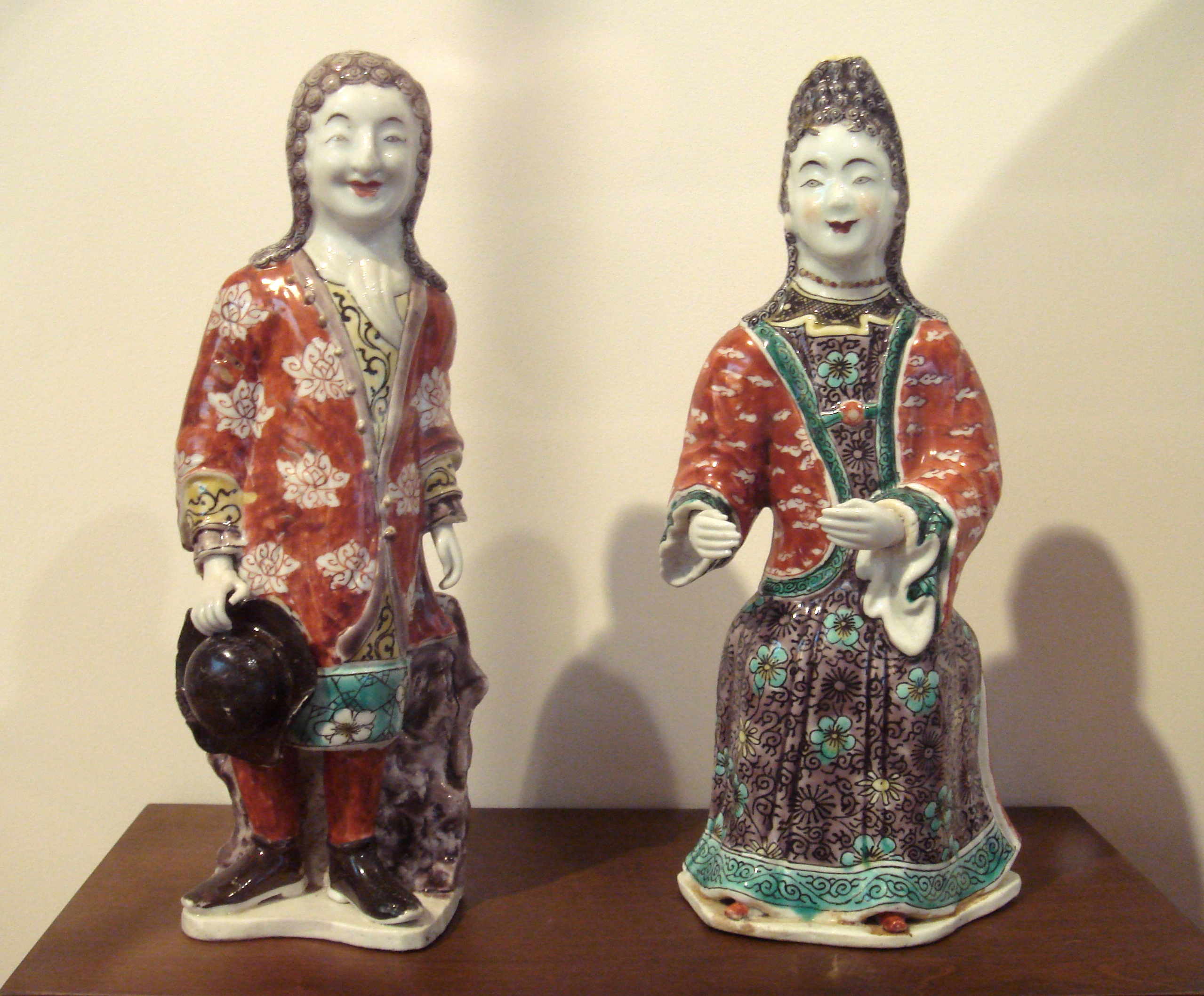
Європейська пара, період Кансі.

За правління Людовика XIV робота цих французьких дослідників, скерована королем, мала помітний вплив на китайські науки, але продовжувала бути просто інтелектуальними іграми, але  не стала інструментом для посилення  влади людини над природою. І навпаки, китайська культура та стиль стали модними у Франції, про що свідчить мода Chinoiserie, і Людовик XIV мав трианонську порцеляну, створену в китайському стилі в 1670 році.  Франція стала європейським центром китайських порцеляни, шовку та лаків та європейських імітацій цих товарів. 

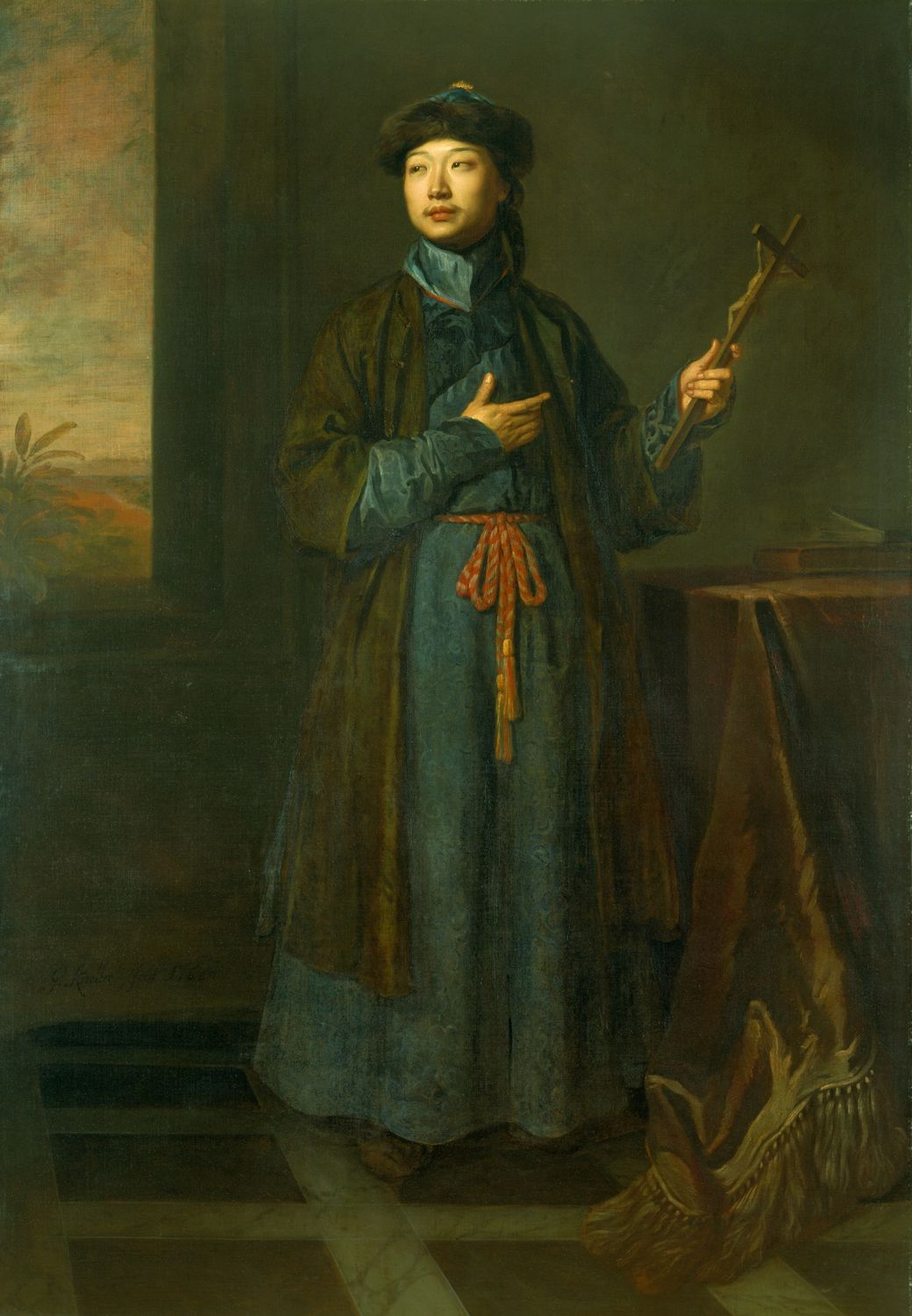
Мішель Сін відвідав Францію в 1684 році. "Китайський конверт" сера Годфрі Кнеллера, 1687 рік.

Тоді ж до Франції почали потрапляти перші відомі китайці. Мішель Сін прибув до Версаля в 1684 році, перш ніж продовжувати подорож до Англії. Більш помітним був Аркадіо Хуанг, який перетнув Францію в 1702 році, деякий час провів у Римі (внаслідок суперечки з китайськими обрядами ), а в 1704 році повернувся до Парижа, де до смерті він був «китайським перекладачем короля». 1716 рік. Він створив перший в історії китайсько-французький словник та китайську граматику, щоб допомогти французьким та європейським дослідникам зрозуміти та вивчити китайську мову, але помер, перш ніж закінчити свою роботу. 
Паризькі географи обробляли доповіді та картографічні матеріали, надані здебільшого французькими командами єзуїтів, що подорожують по імперії Ціна, та опублікували ряд високоякісних робіт, найважливішим з яких був опис Chine et de la Tartarie Chinoise за редакцією Жана- Батист Ду Хальде (1736), з картами Жана Батиста Бургуньйона д'Анвіля. 
У 18 столітті французький єзуїт Мішель Беноїст разом з Джузеппе Кастільоне допоміг імператору Ціанлонг побудувати територію європейського стилю в Старому літньому палаці (часто асоціюється з європейськими палацами, побудованими з каменю), щоб задовольнити його смак до екзотики будівуль та об’єктів. Жан Денис Аттірет став живописцем імператора Цяньлун. Йозеф-Марі Аміот (1718–1793) також завоював довіру імператора і провів решту життя в Пекіні . Він був офіційним перекладачем західних мов для імператора та духовним лідером французької місії в Пекіні. 

### 19 століття

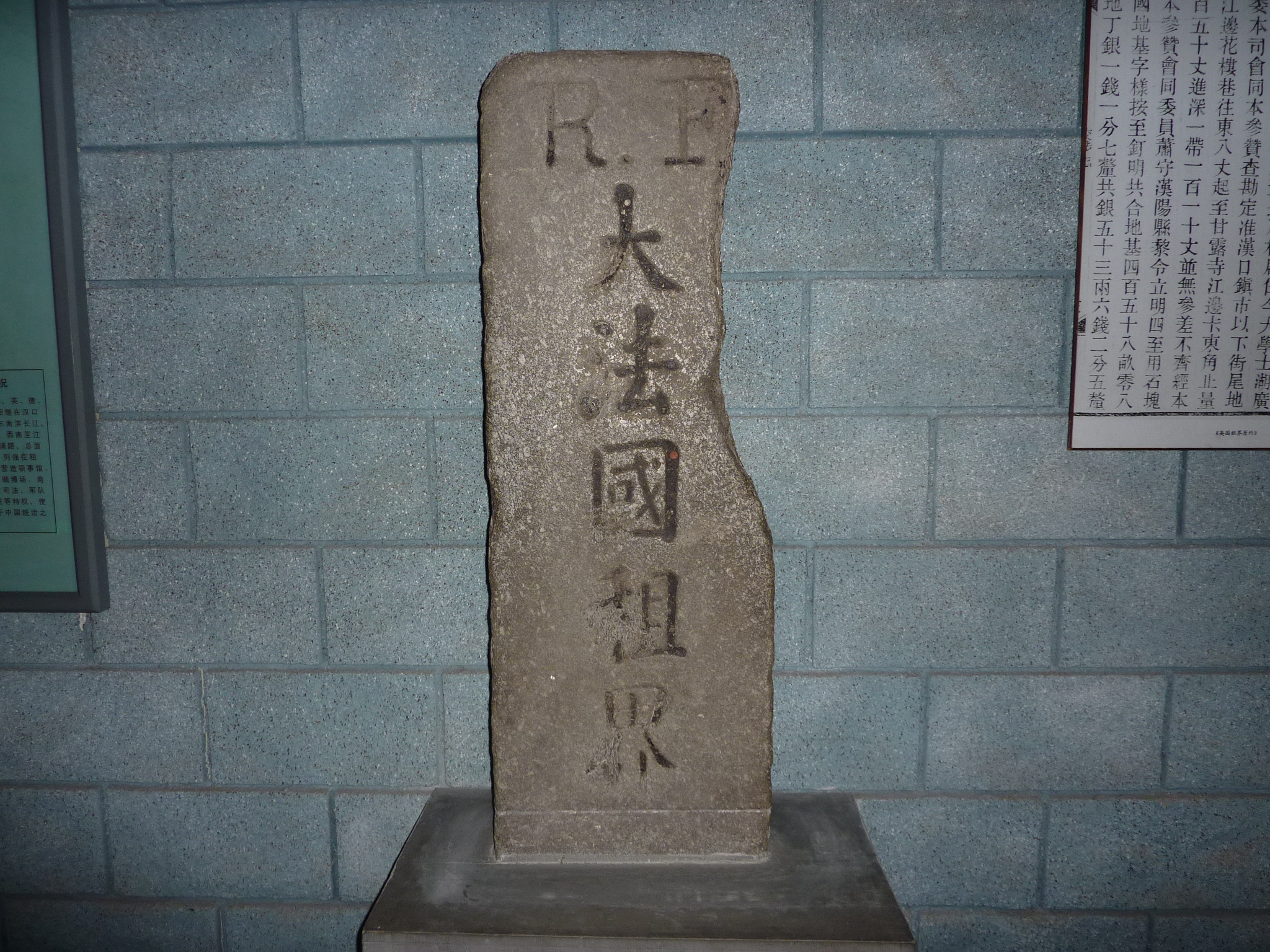
Граничний маркер із французької концесії в Ханку

</br> Французькі католицькі місіонери діяли в Китаї; їх фінансували пожертвами за проханням у французьких церквах. В 1843 році місіонери засновали благодійну католицьку організацію -  Асоціація Святого Дитинства (L'Oeuvre de la Sainte Enfance) для порятунку китайських дітей від дітовбивства. Це стало об'єктом антихристиянських протестів в Китаї, особливо в Тяньцзіні 1870 року. Також спричинило бунт, викликаний помилковими чутками про вбивство немовлят. Бунт призвів до смерті французького консула і спровокував дипломатичну кризу. 
Відносини між Китаєм і Францією погіршилися через  європейський порив до отримання нових ринків. Також погіршилося європейське ставлення щодо Китаю. Таким чином, могутня імперія стала предметом нерівних договорів і колонізації. У 1844 р. Китай та Франція уклали свій перший сучасний договір, Вампоанський договір, який вимагав від Франції тих же пільг, які поширюються на Британію . У 1860 році літній палац був розбитий англо-французькими підрозділами, і багато дорогоцінних предметів потрапили у французькі музеї після цього грабежу. 
Пізніше Франція захопила Гуанчжоуан як договірний порт і отримала управління над концесією в договорірному порту Шанхай. Кванчжоу Ван (Гуанчжоуван) був переданий в оренду Китаю Франції на 99 років (або до 1997 року, як це робили британці в Нових територіях Гонконгу), згідно з Договором від 12 квітня 1898 р. 27 травня як територія Куанг-Чеу -Ван, щоб протистояти зростаючій комерційній силі Британського Гонконгу  і фактично був під владою французького  начальства в Тонкіні ( при генерал-губернаторі Французького Індокитаю, також у Ханое); французький резидент був представлений на місцях адміністраторами. 

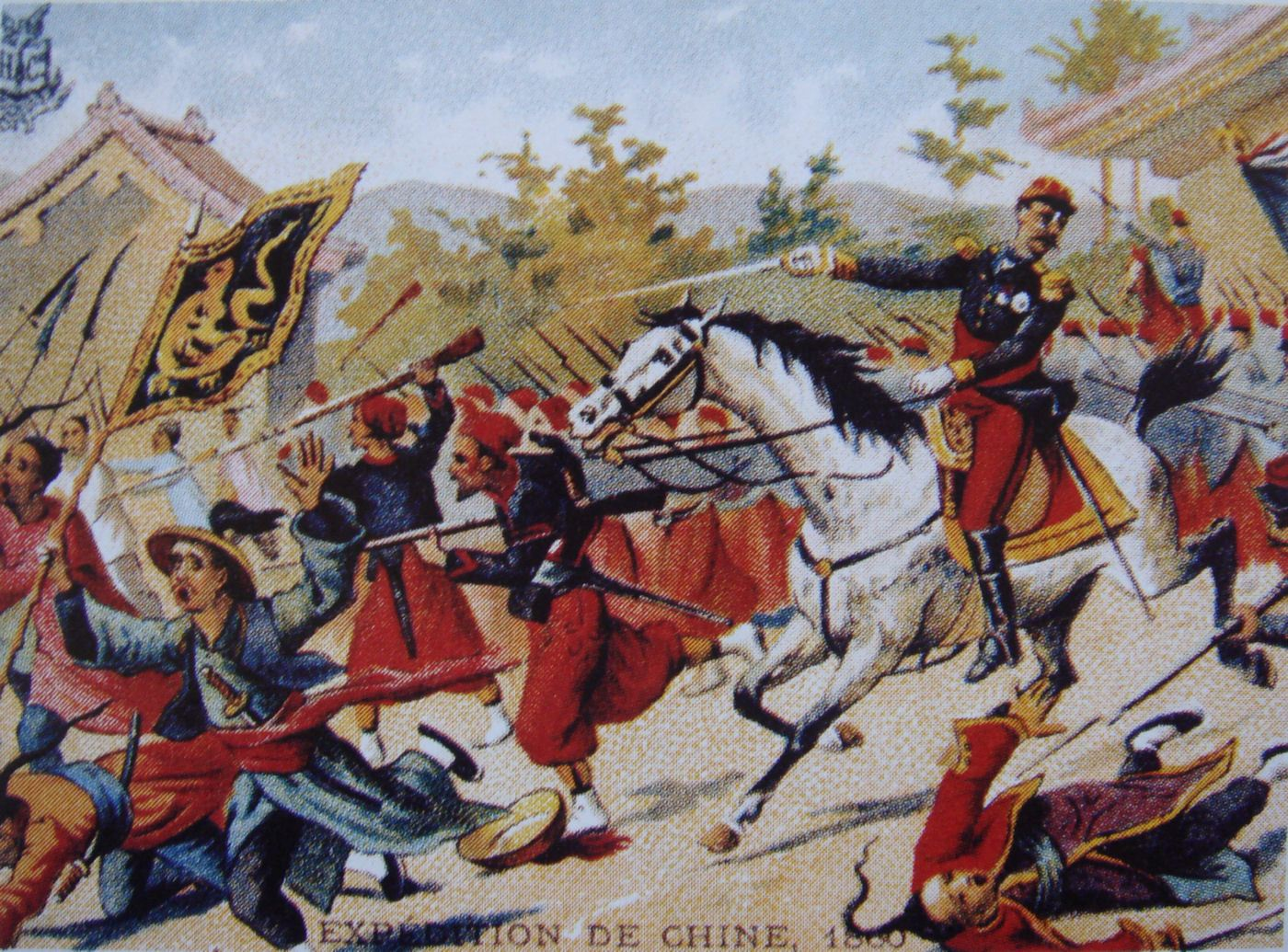
Кузен-Монтобан, провідні французькі сили під час англо-французької експедиції до Китаю в 1860 році

### Китайсько-французька війна, 1884-1885
Протягом століть Китай претендував на індокитайську територію на південь як підконтрольну Китаю, але Франція розпочала низку вторгнень, перетворивши французький Індокитай у свою колонію.  Франція та Китай розпочали боротьбу за контроль над Аннамом. Результатом цього став конфлікт у 1884-85 роках. Неоголошена війна стала своєрідним тупиком, але в результаті конфлікту було визнано, що Франція фактично контролювала Аннам, а Індокитай вже не був під контролем Китаю. Основним політичним результатом було те, що війна посилила контроль імператриці Доугер Сіксі над китайським урядом, давши їй можливість блокувати програми модернізації, необхідні китайським військовим. Війна була непопулярною у Франції, і вона  підірвала уряд прем'єр-міністра Жуля Феррі . Історик Ллойд Істман у 1967 році зробив висновок: 
Китайці, хоча спокушені застарілими методами та дефіцитом поставок, боролися з французами до безвихідної ситуації. Китай втратив, правда, свої заяви на суверенітет над В'єтнамом, і ця країна залишалася під владою Франції до 1954 року. Але французам відмовили в контрибуції; будівництво залізниць було відвернено; і імперський контроль південних кордонів багатих природних ресурсів, що лежать у цих межах, не був порушений. Словом, Китай сильно не змінився війною. 

### 20 століття

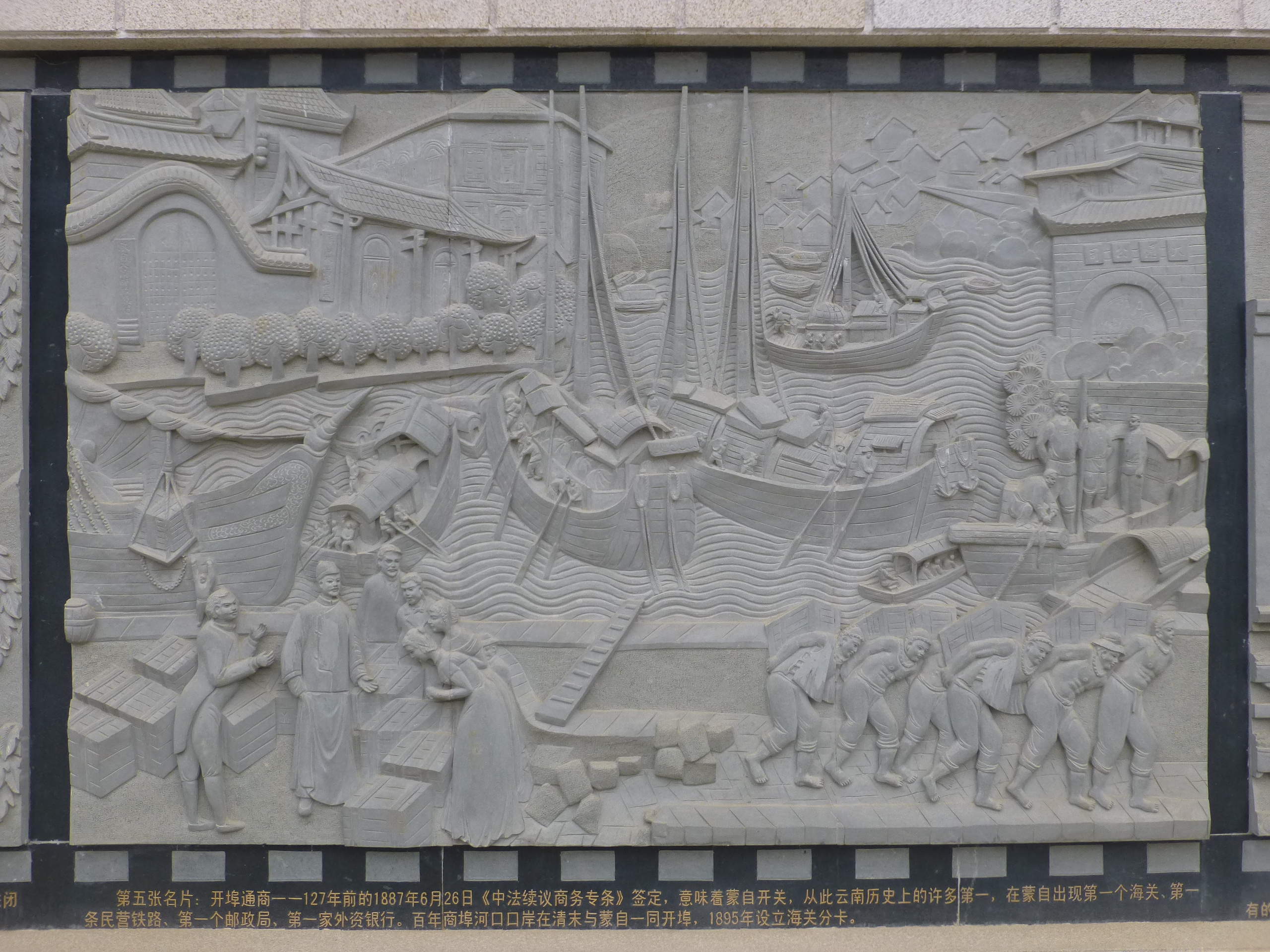
Відкриття китайсько-французької торгівлі в Юньнані після підписання двосторонньої комерційної угоди в 1887 році. (Візуалізація сучасного художника)

У 1900 році Франція була головним учасником Альянсу восьми держав який вторгся в Китай, щоб придушити Боксерський бунт . На початку 20 століття китайські студенти почали приїжджати до Франції. Лі Чизенг, Чжан Ренджі, Ву Чжіхуй і Цай Юфаньпей сформували анархічну групу, яка стала основою для першої програми «Робота і навчання». Чжан створив галерею, яка імпортувала витвори китайського мистецтва, а дилер CT Loo перетворив свою паризьку галерею в міжнародний центр. 
У 1907 році Франція та Японія підписали угоду про визнання політики відкритих дверей  щодо торгівлі у Китаї . 
Третя Французька Республіка визнала утворення Китайської Республіки та встановила дипломатичні відносини 7   Жовтень 1913 року. Після початку війни уряд Франції набирав китайських робітників для роботи на французьких фабриках . Лі Шизенг та його друзі організували Сосіє Франко-Кіноаз д'Одукація (華 法 教育 會 HuaFa jiaoyuhui) у 1916 році. Багато студентів-робітників, які приїхали до Франції після війни, стали членами Комуністичної партії Китаю . Сюди входили Чжоу Енлай та Ден Сяопін . Інститут Франко Кіноаза де Ліон (1921—1951) сприяв культурному обміну. 
Під час Другої світової війни Вільна Франція та Китай боролися як союзницькі держави проти держав Осі Німеччини, Італії та Японії. Після вторгнення у Францію у 1940 р., Хоча новостворена Віші-Франція була союзником Німеччини, вона продовжувала визнавати гоміньданський уряд Чан-Кайши - якому довелося втекти до Чунціна в китайському інтер'єрі після падіння Нанкіна в 1937 - замість японського реорганізованого національного уряду Китаю при Ван Цзінвей . Французькі дипломати в Китаї залишилися акредитованими уряду в Чунцін. 
18 серпня 1945 року в Чунціні, поки Гуанчжоувань перебував під японською окупацією, після капітуляції, французький дипломат та Куо Чанг Ву, віце-міністр закордонних справ Китайської Республіки, підписали Конвенцію між Тимчасовим урядом Французької Республіки та Національним урядом Китаю щодо ретроцесії орендованої території Гуанчжоувань. Майже одразу після того, як в кінці вересня останні японські окупаційні війська покинули територію Гуанчжоувань, представники урядів Франції та Китаю вирушили до Форт-Байарда, щоб приступити до передачі повноважень; французький прапор останній раз було опущено 20 листопада 1945 р. 
У епоху холодної війни 1947-1991 рр. Франція була першою західною державою, яка визнала Китайську Народну Республіку. Франція зіграла другорядну роль у війні в Кореї. У 50-х роках комуністичні повстанці, що базувались в Китаї, неодноразово вторгались та атакували французькі об'єкти в Індокитаї. Після великої поразки від в'єтнамських комуністів у Дьєнб'єнфу в 1954 році Франція повернула Північний В'єтнам  комуністам. Покинувши Південно-Східну Азію, Франція уникала протистоянь з Китаєм. Однак Культурна революція спричинила насильство проти французьких дипломатів у Китаї, і стосунки охололи. Потужна Французька комуністична партія загалом підтримувала Радянський Союз у китайсько-радянському розколі, і тому Китай мав дуже слабку базу підтримки у Франції, окрім деяких войовничих студентів. 

### Відносини в період "холодної війни"
Після громадянської війни в Китаї (1927  –  1950) та утворення 1 жовтня 1949 року нової Народної республіки, під керівництвом Комуністичної партії (КНР), уряд Четвертої Республіки Франції не визнав КНР. Натомість Франція підтримувала відносини з Китайською Республікою на Тайвані. Однак до 1964 р. Франція та КНР відновили дипломатичні відносини на рівні послів. Це було спричинено офіційним визнанням Шарлем де Голлем КНР. До громадянської війни в Китаї Ден Сяопін закінчив своє навчання в Парижі до вступу на владу в Китаї. 

### Відносини після "холодної війни"
Однак такий стан відносин не був тривалим. Протягом 1990-х Франція та КНР неодноразово вступали в сутички в результаті політики КНР « Єдиний Китай» (Політика одного Китаю) . Франція продала зброю на Тайвань, розгнівавши уряд Пекіна. Це призвело до тимчасового закриття Генерального консульства Франції в Гуанчжоу. Зрештою, Франція погодилася заборонити місцевим компаніям продавати зброю на Тайвань, а дипломатичні відносини відновились у 1994 році. З того часу дві країни обмінялися низкою державних візитів. Сьогодні китайсько-французькі відносини передусім економічні.  У 2000 році.Двостороння торгівля досягла нових високих рівнів. Культурні зв'язки між двома країнами менш  проявлені,  хоча Франція докладає зусиль, щоб покращити культурну співпрацю. Франція розширила наукові дослідження, щодо історії та культури. 

#### Погіршення відносин у 2008 р.
У 2008 році китайсько-французькі відносини погіршилися після естафети літніх Олімпійських ігор 2008 року . Коли факели проносили через Париж, активісти, які боролися за незалежність Тибету та права людини, неодноразово намагалися зірвати, перешкоджати чи зупиняти процесію.  Китайський уряд натякнув, що це може вплинути на китайсько-французьку дружбу   в той час як китайські протестувальники організовували бойкоти французької мережі  роздрібної торгівлі Carrefour у великих китайських містах, включаючи Куньмін, Хефей та Ухань .  Сотні людей також приєдналися до антифранцузьких мітингів у цих містах та в Пекіні.  Обидва уряди намагалися заспокоїти відносини після демонстрацій. Президент Франції Ніколя Саркозі написав лист підтримки та співчуття Джин Цзин, китайського спортсмена, який переніс олімпійський факел.  Згодом президент КНР Ху Цзінтао направив до Франції спеціального посла для зміцнення відносин. 
Однак відносини знову зірвалися після того, як президент Саркозі зустрів Далай-ламу в Польщі в 2009 році. Прем'єр-міністр Китаю Вень Цзябао  не відвідав Францію під час своєї поїздки до Європи, коли його помічник міністра закордонних справ заявив про розрив: "Той, хто зав'язав вузол, повинен бути тим, хто його розв'язує".  Прем'єр-міністр Франції Жан-П'єр Раффарін цитував у " Ле Монде", що Франція не має наміру "заохочувати тибетський сепаратизм". 

#### Права людини
У липні 2019 року посли ООН з 22 країн, включаючи Францію, підписали спільний лист до Рада ООН з прав людини засуджували жорстоке поводження з Китаєм з боку уйгурів, а також жорстоке поводження з іншими групами меншин, закликаючи китайський уряд закрити табори переосвіти в Сіньцзяні.  

## Торгові угоди 2019 року
Наразі, коли торговельні відносини США та Китаю зазнають глибоких проблем, і під час тарифної війни , президент Еммануель Макрон та президент Сі Цзіньпін наприкінці березня 2019 року підписали низку масштабних торгових угод, що охоплюють багато секторів на тривалий період . Основна частина була покупкою літаків у Airbus на 30 мільярдів євро. Виходячи за рамки авіації, нова торгова угода охоплювала французький експорт курей, французьку вітрову електростанцію в Китаї та франко-китайський фонд співпраці, а також мільярди євро співфінансування між BNP Paribas і Банком Китай. Інші плани включають мільярди євро, які будуть витрачені на модернізацію китайських заводів, а також нове суднобудування. 

## Громадська думка
Опитування, опубліковане в 2019 році дослідницьким центром Pew, показало, що 62% французів мали несприятливий погляд на Китай. 

## Дивитися також
- - Зовнішні відносини Тайваню

## Подальше читання
- Бункар, Бхагван Сахай. "Китайсько-французькі дипломатичні відносини: 1964-81 рр." Доповідь Китаю (лютий 1984 р.) 20 №1 С. 41-52
- Сезарі, Лоран та Денис Варащин. Les Relations Franco-Chinoises au Vingtieme Siecle et Leurs Antecedents ["Китайсько-французькі відносини у XX столітті та їхні антицеденти"] (2003) 290 с.
- Шено, Жан, Маріанна Бастід і Марі-Клер Бержере. Китай від опіумних воєн до революції 1911 р. (1976 р.) Інтернет [Архівовано 25 Вересня 2019 у Wayback Machine.] .
- Клайд, Пол Хібберт. Далекий Схід (3-е видання 1947) в Інтернеті
- Кабестан, Жан-П'єр. "Відносини між Францією та Китаєм: у напрямку осі Париж-Пекін? . " Китай: міжнародний журнал 4.2 (2006): 327-340. онлайн [Архівовано 27 Жовтня 2017 у Wayback Machine.]
- Крістіансен, Томас, Еміль Кірхнер та Уве Віссенбах. Європейський Союз та Китай (Міжнародна вища освіта Macmillan, 2019).
- Клайд, Пол Хібберт і Бертон Ф. Бірс. Далекий Схід: історія західних впливів та східних реакцій, 1830-1975 (1975).
- Істман, Ллойд Е. Трон і мандарини: пошук Китаю політики під час китайсько-французької полеміки 1880-1885 рр. (Гарвардський університетський прес, 1967 р.)
- Gundry, Richard S. ed. Китай та її сусіди: Франція в Індокитаї, Росія та Китай, Індія та Тибет (1893), статті в журналі в Інтернеті [Архівовано 7 Грудня 2019 у Wayback Machine.] .
- Х'юз, Алекс. Франція / Китай: міжкультурні уяви [Архівовано 31 Грудня 2019 у Wayback Machine.] (2007)
- Манколл, Марк. Китай у центрі: 300 років зовнішньої політики (1984). пасим.
- Скокпол, Теда. "Франція, Росія, Китай: структурний аналіз соціальних революцій". Порівняльне дослідження в суспільстві та історії 18.2 (1976): 175-210.
- Аптон, Еморі. Армії Азії та Європи: використання офіційних звітів про армії Японії, Китаю, Індії, Персії, Італії, Росії, Австрії, Німеччини, Франції та Англії (1878). Інтернет
- Wellons, Patricia. «Китайсько-французькі відносини: історичний союз проти економічної реальності». Тихоокеанський огляд 7.3 (1994): 341-348.
- Веске, Сімоне. "Роль Франції та Німеччини у відносинах між ЄС та Китаєм". Робочий документ CAP (2007) в Інтернеті [Архівовано 16 Травня 2018 у Wayback Machine.] .
- Молодий, Ернест. Церковна колонія: католицька церква Китаю та французький релігійний протекторат, (Оксфорд, 2013)